# Activate!
"Activate!" – pierwszy singel zespołu Atari Teenage Riot z czwartego albumu studyjnego Is This Hyperreal?, wydany 10 października 2010 roku przez Dim Mak Records. Oprócz singla zespół wydał również Activate! EP, zawierający remiksy tytułowego utworu. Teledysk został wyreżyserowany przez Zana Lyonsa.

## Lista utworów
1. "Activate!" (feat. CX KiDTRONiK) - 3:32
2. "Digital Hardcore" (2010 Remix autorstwa the Builder) - 4:39

EP
1. "Activate!" (Remix) (feat. CX KiDTRONiK) - 04:43
2. "Activate!" (Remix Dub) - 04:43
3. "Activate!" (Remix Radio Edit) (feat. CX KiDTRONiK) - 04:43
4. "Activate!" (Dan Oh Remix) (feat. CX KiDTRONiK) - 05:00
5. "Activate!" (Mr. White Remix) - 04:08
6. "Activate!" (Audio Fun Remix) - 05:48
7. "Activate!" (Audio Fun's Professor Tiggles Remix) - 05:49